# Costantin
Costantin Spa è una società per azioni italiana, attiva nel settore della distribuzione di energia dal 1967. Opera principalmente in Italia e nel 2018 ha raggiunto un centinaio di stazioni di servizio.
È interamente controllata da C&C Holding Spa, posseduta al 100% dalla famiglia; il presidente di Costantin Spa è Tiziano Costantin e l’amministratore delegato è Nicola Cavatton.

## Storia
L'azienda Costantin Spa nasce il 24 gennaio 1967 a Santa Margherita d'Adige, nel padovano, dalla famiglia Costantin per la commercializzazione dei prodotti petroliferi liquidi, sia nel settore riscaldamento che in quello produttivo.
L’azienda continua a crescere e nel 1986 decide di allargare la propria attività con un nuovo ramo aziendale destinato ala commercializzazione del GPL, nella combustione e nell’autotrazione.
Nel 2002 viene costituita Energas Italia Srl che si occupa del trading, principalmente in Italia, dei prodotti petroliferi.
Nel 2006 decide di avviare la propria catena di stazioni di servizio ed apre la prima a Minerbe, in provincia di Verona. Inoltre, nello stesso anno viene costituita la società Costantin Distribuzione e Servizi Srl che si occupa della gestione diretta dei punti vendita.
Nel 2010 inizia l'iter di certificazione, lo stesso anno si ha la certificazione ISO EN 9001:2006, mentre l'anno successivo ha raggiunto la certificazione ISO EN 14001:2004.
Nel 2011 viene costituita la società Energy Srl.
Il triennio 2013-2015 vede delle importanti acquisizioni da parte del gruppo, in particolare vengono acquisite tre società operanti nella distribuzione del gpl.
Nel 2013 Costantin Spa diventa la 5° azienda per importanza nel territorio di Padova e provincia (settore commercio al dettaglio).
Nel 2016 il gruppo acquisisce una quota di partecipazione di una società attiva nel settore del e-payment.

## Settori
Il ramo carburanti conta una rete di stazioni di servizio in costante aumento, ad oggi oltre ottanta punti vendita. Costantin progetta e costruisce le proprie stazioni di servizio, gestendole direttamente o affidandone la gestione a professionisti del settore e garantendo la fornitura del carburante.
Il ramo gasolii extrarete si occupa della commercializzazione e distribuzione di gasolio agricolo, per autotrazione e per riscaldamento. Si concentra sul fornire carburanti di qualità e sulla tempestività e professionalità del servizio di distribuzione e consegna.
Il ramo GPL si occupa di progettare, installare e rifornire serbatoi GPL per impianti civili e industriali. Costantin dispone di importanti centrali di stoccaggio e di un’efficiente rete di trasportatori per la distribuzione.

## Partecipazioni
Le Società che fanno capo al gruppo Costantin sono:
- Energas Italia Srl, società che si occupa del trading di prodotti petroliferi, in particolare di GPL
- Costantin Distribuzione e Servizi Srl, società controllata al 100% che si occupa della gestione operativa delle stazioni di servizio
- Energy Srl
- Enertop Srl
- Enercod Srl
- Grappa Gas Srl

## Principali azionisti
L'unico azionista di Costantin Spa è la stessa famiglia fondatrice che detiene la totalità delle azioni.